# Luc Deroubaix
Luc Deroubaix, né le 8 octobre 1959, est un dessinateur de bande dessinée français.

## Biographie
Luc Deroubaix est originaire de Lambersart (Nord). Il collabore avec des périodiques comme Pif, la Revue du Souvenir Napoléonien, la Revue du jeu d'échecs.

## Bandes dessinées
- Bec-en-Fer, dessins des décors :
  - Tome 2 : Pas d'Armagnacs pour Bec-en-Fer, Fleurus, 1982
  - Tome 3 : Bec-en-Fer chez les Flamands, Fleurus, 1985
  - Tome 4 : Bec-en-Fer à Paris, Fleurus, 1986
  - Tome 6 : Bec-en-Fer chez les Bourguignons, Le Lombard, 1989
  - Tome 7 : Bec-en-Fer chez Dracula, Le Lombard, 1995
- Chtimickeys, dessins et textes, PBDN, coll. « Carnet de Chèques », avril 1987
- Calais - Contre Vents et Marées, scénario d'Olivier Gilleron, dessins de Luc Deroubaix, Le Téméraire, coll. « Histoires des Villes », décembre 1993  (ISBN 2-908703-17-3)
- Sylvain et Sylvette, dessins des décors :
  - Tome 32 : La nouvelle Sidonie, Fleurus, février 1986
  - Tome 38 : En piste les compères, Le Lombard, janvier 1995
- Riff Dacier, dessins et textes, Bédésup :
  - Tome 1 : Riff Dacier, janvier 1993
  - Tome 2 : Riff Dacier et autres chtimickeys, janvier 1996
- L'Epée de Ledwin, dessins et textes, ville de Liévin, janvier 1999
- Le temple de Mars, dessins et textes, ville de Templemars, janvier 2000
- Napo[2], dessins et textes, éditions Christian Navarro, octobre 2005
- La Bible avec humour[3], dessins et textes, YIL Éditions, février 2015
- Martial Lacour, dessins et textes, YIL Éditions, février 2016
- Waterlitz Austerloo, dessins, textes et couleurs, YIL Éditions, mai 2016
- Kripp Tozo, dessins et textes, YIL Éditions, février 2017
- Echec... et gag, dessins, textes et couleurs, YIL Éditions, août 2019
- L'aventure de Sars-Verreries, dessins, textes et couleurs, édité par le MUSVERRE  (ISBN 978-2-919189-11-3), 2023

## Recueil de dessins
- Concentraits de Teel, textes, édité par l'auteur, 2011